# Miami Rhapsodie
Pour plus de détails, voir Fiche technique et Distribution.
Miami Rhapsodie (Miami Rhapsody) est un film américain écrit et réalisé par David Frankel en 1995.

## Synopsis
Inspirée par la réussite conjugale de ses parents et frères et sœurs, demandée en mariage par son fiancée, Gwyn Marcus hésite. Entre carrière, mariage, famille et engagement, son cœur balance...

## Fiche technique
- Titre original : Miami Rhapsody
- Titre français : Miami Rhapsodie
- Réalisation et scénario : David Frankel
- Production : David Frankel, Jon Avnet, Jordan Kerner
- Musique : Mark Isham
- Photographie : Jack Wallner
- Montage : Steven Weisberg
- Société de production : Hollywood Pictures
- Société de distribution : Buena Vista Home Entertainment
- Pays d'origine :  États-Unis
- Langue originale : anglais
- Format : couleur - 35 mm
- Genre : Comédie romantique
- Durée : 105 min
- Dates de sortie :
  - États-Unis : 27 janvier 1995
  - France : 18 octobre 1995

## Distribution

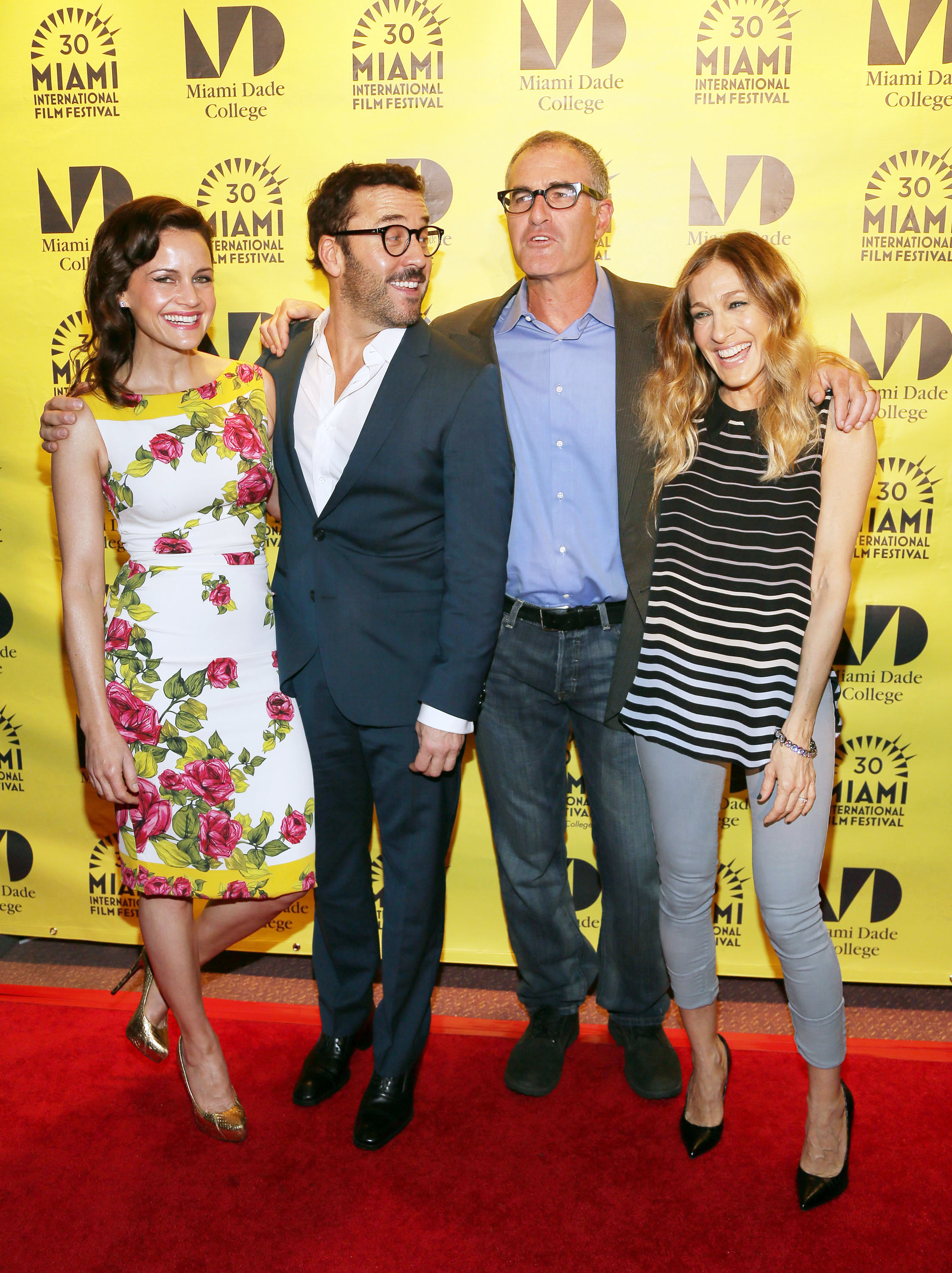
L'équipe pour le 30ème anniversaire du film au MIFF Awards 2013.

- Sarah Jessica Parker (VF : Martine Irzenski) : Gwyn Marcus
- Gil Bellows (VF : Renaud Marx) : Matt
- Antonio Banderas (VF : Bernard Gabay) : Antonio
- Mia Farrow (VF : Frédérique Tirmont) : Nina Marcus
- Paul Mazursky (VF : Gilles Segal) : Vic Marcus
- Kevin Pollak (VF : Jean-Philippe Puymartin) : Jordan Marcus
- Barbara Garrick (VF : Dominique Westberg) : Terri
- Carla Gugino (VF : Nathalie Régnier) : Leslie Marcus
- Bo Eason : Jeff
- Naomi Campbell (VF : Barbara Delsol) : Kaia
- Mark Blum (VF : Bernard Lanneau) : Peter
- Jeremy Piven (VF : Pierre Laurent) : Mitchell
- Kelly Bishop : Zelda
- Ben Stein (VF : Patrice Dozier) : Rabbi
- Donal Logue (VF : Bruno Carna) : Derek
- Norman Steinberg (en) (VF : Fernand Berset) : Charlie